# 萩野公介
萩野公介（日语：／ Hagino Kōsuke，1994年8月15日—）是日本男子游泳運動員。身高177公分。栃木縣小山市出生，於2016年贏得夏季奧林匹克運動會游泳比賽男子400公尺混合式項目金牌。

## 簡歷
萩野公介出生5個月後開始游泳。他在2012年4月2日日本游泳錦標賽400公尺個人混合泳中以4分10秒26刷新日本紀錄，獲得倫敦奧運參賽資格。
2012年7月，萩野代表日本出戰英國倫敦舉行的奥林匹克运动会游泳比賽男子200米混合泳及400米混合泳賽事，在400米混合泳項目奪得一面銅牌，並以4分10秒01及4分8秒94兩度打破亞洲紀錄。萩野公介也是日本史上56年來在奧運游泳項目獲得獎牌的高中生。
2014年9月，萩野代表日本出戰南韓仁川舉行的2014年亞洲運動會，合共取得4金1銀2銅，並打破1項亞洲記錄。10月4日，亞運組委會公布萩野當選最佳運動員。
2016年8月於巴西里約熱內盧所舉行的2016年夏季奧林匹克運動會400公尺個人混合式游泳比賽中，以破日本全國紀錄的04:06:05的成績，贏得金牌。同場，隊友瀨戶大也贏得銅牌。
2017年8月22日，在臺北世界大學運動會中，萩野展現金牌實力，於擅長的200公尺混合式個人游泳比賽項目，以1分57秒35打破2009年創下的1分57秒58大會紀錄，與瀨戶大也包辦金銀牌。
2019年9月1日，經創作女歌手miwa所屬經紀公司證實將與miwa結婚。
2020年1月2日，宣布第一子出生。
2024年3月18日，miwa於個人官方粉絲俱樂部網站宣布與萩野離婚。

## 外部連結
- 萩野公介在国际奥林匹克委员会的资料
- 萩野公介的X（前Twitter）